# Creative MuVo

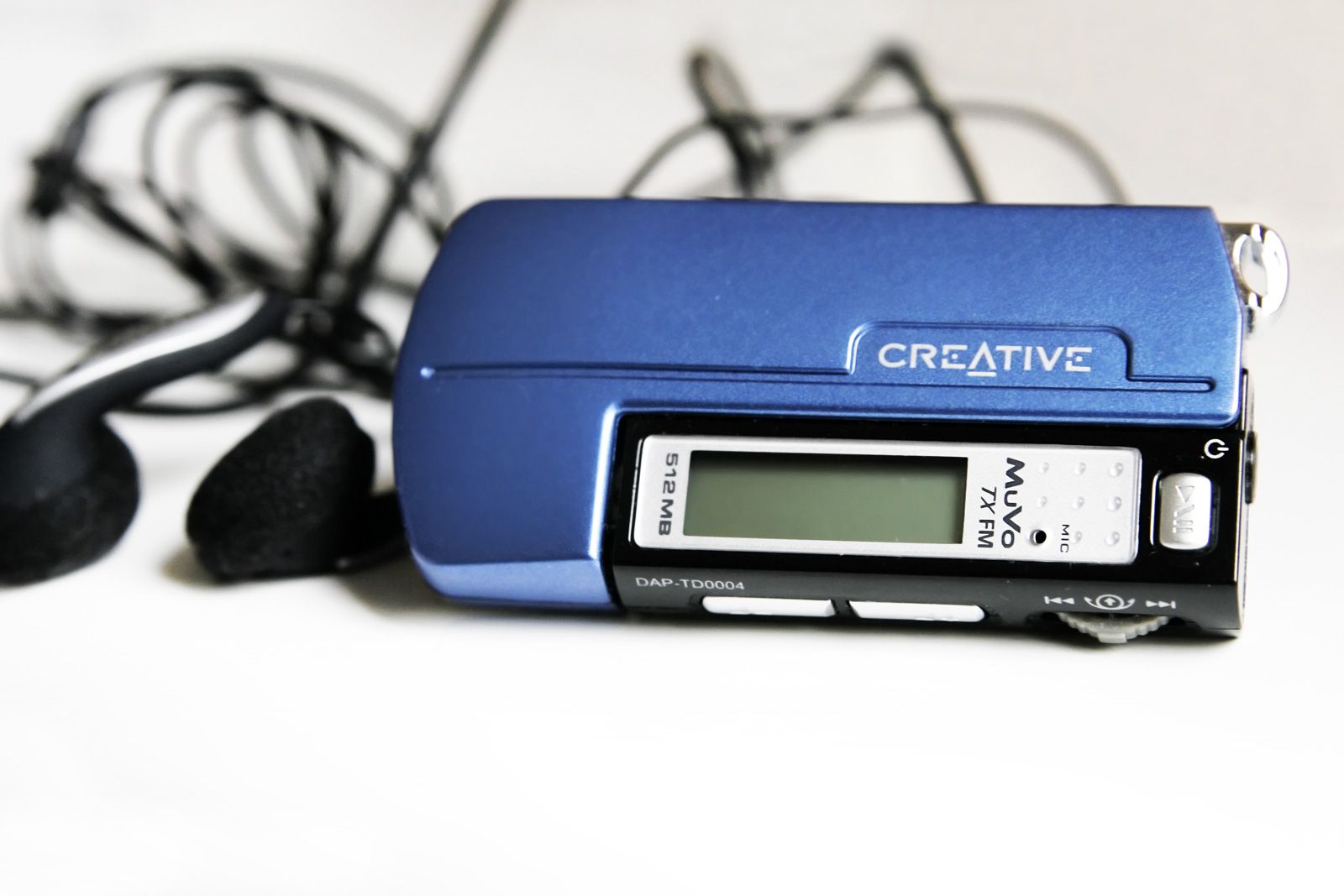
Creative MuVo TX FM 512mb.

Creative MuVo (outrora conhecido como Creative NOMAD MuVo) é um reprodutor de áudio, ou MP3 player, fabricado pela Creative Labs que reproduz músicas no formato mp3 e WMA.
Alguns leitores MuVo, tais como o MuVo Tx, têm sua forma divisível em duas partes de formato e tamanho diferentes sendo que em uma se localizam os botões, a memória flash e a saída USB acoplada e em outra o suporte para pilha palito (AAA) e proteção à saída USB. Quando o aparelho for ligado via USB a um computador, a base para a pilha, já separada, não é necessária pois o aparelho utiliza energia proveniente do computador para se ativar.
Ao ligar um aparelho Creative MuVo a um computador não é necessária a instalação de software para transferência de arquivos como em seu rival iPod shuffle. O aparelho é reconhecido pelo sistema como disco removível e pode ser aberto como pasta comum de armazenamento de arquivos onde os arquivos de áudio podem ser simplesmente copiados e colados através de qualquer navegador de arquivos, como Windows Explorer.

## Modelos de Creative MuVo

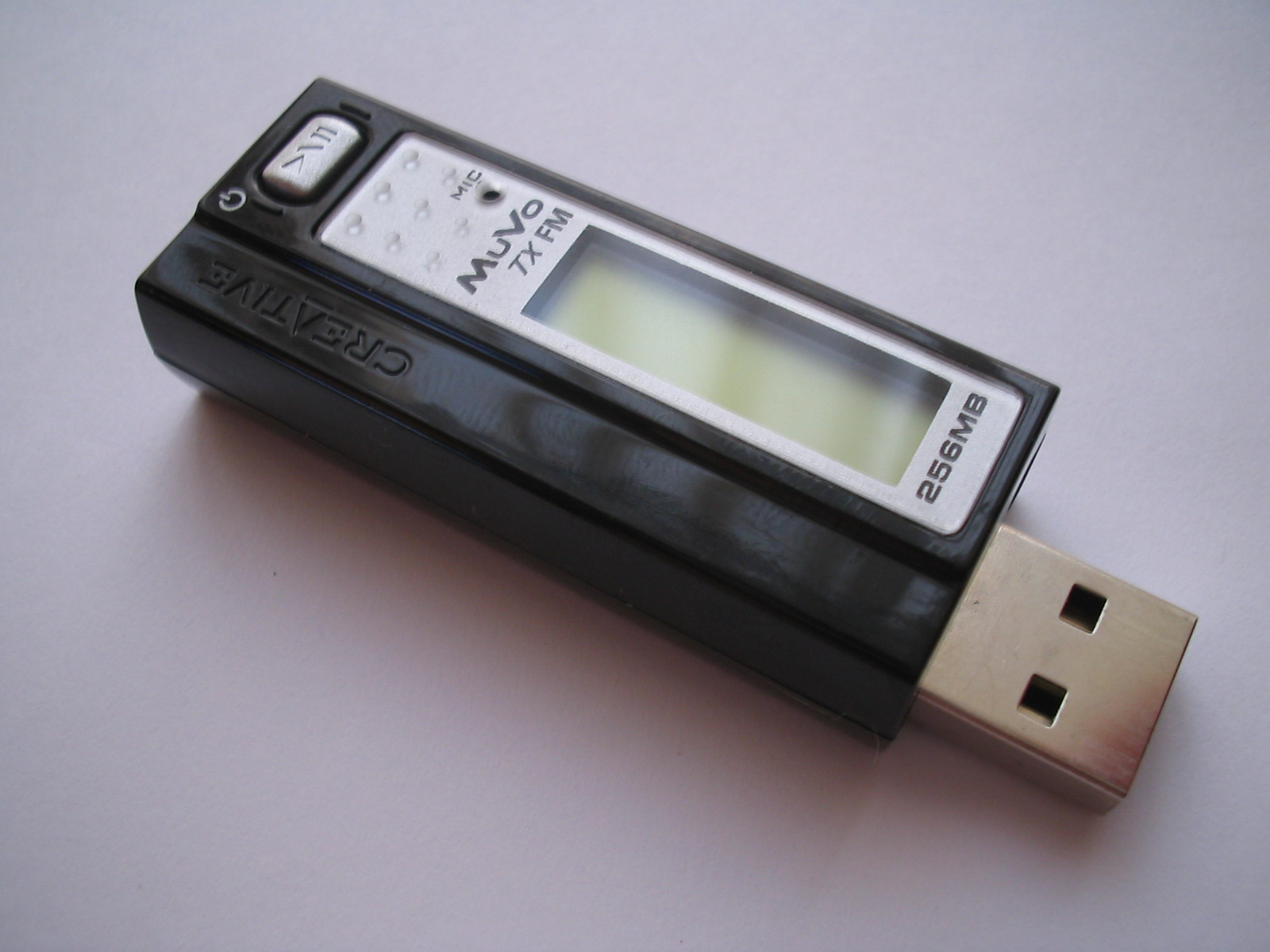
Parte menor do aparelho destacada da base de bateria.

A família Creative MuVo possui uma linha maior que a de outros players portáteis, contendo quatorze modelos disponíveis, dado de setembro de 2006. Determinados modelos do MuVo estão presentes somente em territórios em particular.

### MuVo NX
- Capacidade: 256MB
- Fonte de energia: Uma pilha palito (AAA)
- Interface: USB 1.1

### MuVo USB 2.0
- Capacidade: 512MB / 1GB
- Fonte de energia: Uma pilha palito (AAA)
- Interface: USB 2.0

### MuVo TX
- Capacidade: 128MB, 256MB, 512MB, 1GB
- Fonte de energia: Uma pilha palito (AAA)
- Interface: USB 2.0
- Notas: Gravador de voz

### MuVo TX FM
- Capacidade: 128MB, 256MB, 512MB, 1GB
- Fonte de energia: Uma pilha palito (AAA)
- Interface: USB 2.0
- Notas: Gravador de voz, rádio FM

### MuVo V200
- Capacidade: 128MB, 256MB, 512MB, 1GB
- Fonte de energia: Uma pilha palito (AAA)
- Interface: USB 2.0
- Notas: Rádio FM, gravador de voz

### MuVo Sport C100
- Capacidade: 128MB, 256MB
- Fonte de energia: Uma pilha palito (AAA)
- Interface: USB 2.0
- Notas: Splash-proof, cronômetro

### MuVo Slim
- Capacidade: 128MB, 256MB, 512MB, 1GB
- Fonte de energia: Bateria removível de lítio ioninzado
- Interface: USB 2.0
- Notas: Rádio FM, gravador de voz

### MuVo²
- Capacidade: 1.5GB, 4GB
- Fonte de energia: Bateria removível de lítio ioninzado
- Interface: USB 2.0

### MuVo² FM
- Capacidade: 1.5GB, 4GB, 5GB
- Fonte de energia: Bateria removível de lítio ioninzado
- Interface: USB 2.0
- Notas: Rádio FM, gravador de voz integrado com microfone interno

### MuVo Mix
- Capacidade: 256MB, 512MB, 1GB
- Fonte de energia: Uma pilha palito (AAA)
- Interface: USB 2.0
- Notas: característica Shuffle

### MuVo Micro N200
- Capacidade: 128MB, 256MB, 512MB, 1GB
- Fonte de energia: Uma pilha palito (AAA)
- Interface: USB 2.0
- Notas: Rádio FM, gravador de voz, codificador em linha (codifica diretamente arquivos mp3 de uma fonte externa)

### MuVo Chameleon
- Capacidade: 1GB
- Fonte de energia: Uma pilha palito (AAA)
- Interface: USB 2.0
- Notas: 10 cores de interface para escolha, rádio FM, gravador de voz

### MuVo Vidz
- Capacidade: 512MB, 1GB
- Fonte de energia: Bateria de lítio ioninzado
- Interface: USB 2.0
- Notas: Display colorido Oled , rádio FM, gravador de voz, codificador em linha, reprodução de MP4

### MuVo S200
- Capacidade: 256MB, 512MB, 1GB
- Fonte de energia: Bateria de lítio ioninzado
- Interface: USB 2.0
- Notas: Display laranja Oled, rádio FM, gravador de voz, exibe letra da música